# Кахведжи, Нихат
Ниха́т Кахведжи́ (тур. Nihat Kahveci; 23 ноября 1979, Стамбул, Турция) — турецкий футболист, нападающий.

## Карьера
Нихат — воспитанник футбольного клуба «Бешикташ». Он был замечен главным тренером клуба, когда играл в юношеской команде в сезоне 1996—1997. Турецкий форвард присоединился в основной состав Бешикташа в 1997 году, где показал себя великолепным игроком. Бешикташ много раз выигрывал национальный чемпионат и даже выиграл Кубок Турции. В январе 2002 Нихат перешёл в испанский клуб «Реал Сосьедад». В сезоне 2002—2003 Нихат стал вторым среди бомбардиров испанской Примеры, забив 23 гола. Его опередил только Рой Макай. Нихат производил хорошее впечатление на поле вместе с форвардом Дарко Ковачевичем, так что спортивный журналист Фил Бол назвал эту пару нападающих «высокий и низкий» из-за разницы в росте (рост Нихата — 175 см, а Ковачевича — 187 см). Он также играл в Лиге Чемпионов и представлял сборную Турции на чемпионате мира 2002.
В 2005 году был на смотрах у московского ЦСКА
16 мая 2006 турецкий футболист перешёл в «Вильярреал».
Он дебютировал в турецкой национальной команде в 2000 году против сборной Швеции. Нихат играет главным образом в нападении, но может также действовать на позиции атакующего полузащитника.
17 января 2012 года объявил о завершении карьеры из-за отсутствия игровой практики. 32-летний форвард оставался без игровой практики с тех пор, как был расторгнут контракт с «Бешикташем».

## Достижения

### Командные
Бешикташ
- Обладатель Кубка Турции: 1998, 2011

Реал Сосьедад
- Чемпионат Испании: 2003 (серебро)

Вильярреал
- Испанская Примера 2008: (серебро)

Сборная Турции
- Чемпионат мира: 2002 (бронза)
- Кубок конфедераций: 2003 (бронза)
- Чемпионат Европы: 2008 (бронза)

### Личные
- Лучший легионер чемпионата Испании: 2002/03